# Sergentomyia majumdari
Sergentomyia majumdari är en tvåvingeart som beskrevs av Bej och Manna 1996. Sergentomyia majumdari ingår i släktet Sergentomyia och familjen fjärilsmyggor. Inga underarter finns listade i Catalogue of Life.